# Долњи Хватлини
Долњи Хватлини (чеш. Dolní Chvatliny) је насељено мјесто са административним статусом сеоске општине (чеш. obec) у округу Колин, у Средњочешком крају, Чешка Република.

## Становништво
Према подацима о броју становника из 2014. године насеље је имало 435 становника.